# Futsal Politechnika Gdańska
Politechnika Gdańska (wcześniej Vamos Gdańsk) – polski klub futsalowy z Gdańska, występujący w I lidze. Klub powstał w 2011 roku. W sezonie 2012/2013 drużyna z Gdańska przystąpiła do rozgrywek II ligi, z której w pierwszym sezonie awansowała do I ligi. W sezonie 2013/2014 Vamos Gdańsk zajął trzecie miejsce w grupie północnej I ligi, a gracz tego klubu Piotr Wardowski z siedemnastoma strzelonymi bramkami został królem strzelców tej grupy zaplecza ekstraklasy. Przed sezonem 2014/2015 drużyna zmieniła nazwę na Politechnika Gdańska, zmieniły się też barwy i herb klubu.